# Little Warford
Little Warford è un villaggio e parrocchia civile dell'Inghilterra, appartenente alla contea del Cheshire.